# Gabriel Aresti

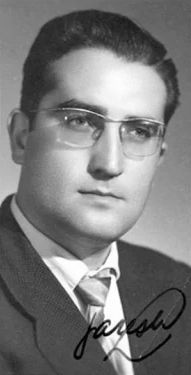
Gabriel Aresti

Gabriel María Aresti Segurola (* 14. Oktober 1933 in Bilbao; † 5. Juni 1975 ebenda) war ein spanischer bzw. baskischer Dichter und Schriftsteller. Er ist einer der bedeutendsten baskischen Literaten des 20. Jahrhunderts. Er war Mitglied der Königlichen Akademie der Baskischen Sprache, einer kulturellen Einrichtung, die sich der Erforschung und Formulierung der Gesetze der baskischen Grammatik, der Förderung ihres Gebrauchs und der Wahrung der Rechte der Sprechenden widmet. Zusammen mit Txillardegi und Saizarbitoria war er einer der wichtigsten Erneuerer der baskischen Literatur, sowohl in formaler als auch in inhaltlicher Hinsicht. Dem Zeitgeist der 1960er Jahre entsprechend, schrieb er Gedichte, die sich sozialkritisch mit der Situation im Baskenland auseinandersetzen.

## Biographie
Aresti wuchs in einer spanischsprachigen Umgebung auf, und obwohl sein Vater mit den Großeltern Baskisch sprach, lernte Gabriel diese Sprache nicht als Muttersprache. Im Alter von 12 Jahren begann er, die Sprache autodidaktisch zu studieren. Schon im Alter von 21 Jahren war er an einer Reihe von Veröffentlichungen beteiligt.
Er begann seine literarische Laufbahn mit einem symbolistischen Werk, Maldan Behera (“bergab”), in dem der Einfluss des philosophischen Denkens von Nietzsche und der Ästhetik von T.S. Eliot zu erkennen ist. Dieses Erstlingswerk wurde von der Kritik wenig beachtet, was den Schriftsteller in eine Schaffenskrise stürzen ließ. Zu dieser Zeit lernte er Blas de Otero und Gabriel Zelaia in einem Zirkel namens La Tertulia de la Concordia kennen, mit denen er künstlerische und soziale Anliegen teilte. Dieser Zirkel könnte die Wendung seiner poetischen Laufbahn beeinflusst haben. Auch der spanische Dichter Antonio Machado hat ihn stark beeinflusst. Diese Einflüsse führten ihn zur sozialen Poesie: Für Aresti ist alle Literatur sozial. Er glaubte fest daran, dass Poesie eine nützliche Waffe zur Sensibilisierung der Menschen sei, und dass Literatur in der Lage sei, die Gesellschaft zu verändern: «Esanen dute / hau / poesia / eztela, / baina nik / esanen diet / poesia / mailu bat / dela» ("Poesia", 1963). (Sie sagen, das hier sei keine Poesie, aber ich sage ihnen, dass Poesie ein Hammer ist.)
Seine wichtigsten Werke sind die aus der Reihe "Harria" ("Stein"): Harri eta herri (“Stein und Volk”, 1964), Euskal harria (Baskischer Stein, 1968) und Harrizko herri hau (Diese Steinstadt, 1970), die mit dem sozialen Realismus verbunden sind. Sein letztes Werk war Azken harria ("Der letzte Stein"). In ihnen wird ein persönliches und kollektives Inventar von Schlüsselsymbolen wie dem Baum, dem Haus oder dem Stein geschaffen, das mit der baskischen Geschichte und Anthropologie verbunden ist, und die bei anderen baskischen Künstlern wie Jorge Oteiza eine Rolle spielen. Das baskische Substantiv Herri bedeutet "Volk" oder "Stadt", das Substantiv Harri bedeutet "Stein". Die Polysemie von Herri und die phonetische Nähe zu Harri gibt Aresti Anlass zu Wortspielen. Eines seiner bekanntesten Gedichte trägt den Titel Nire Aitaren Etxea ("Das Haus meines Vaters"). Er widmete ein Gedicht, das von der baskischen Folkgruppe Oskorri interpretiert wurde, der Lehrerin Adela Ibabe, eine der treibenden Kräfte für den Schulunterricht in baskischer Sprache während der Illegalität unter dem Franco-Regime, die als Opfer einer heimlichen Abtreibung gestorben war.
Er schrieb Werke unterschiedlicher literarischer Gattungen: Gedichte, Romane, Kurzgeschichten und Dramen. Er wurde stark von Bertolt Brecht beeinflusst und gilt als einer der Paten der Theaterbewegung im Baskenland. Brecht und Aresti sind sich einig, dass Kunst ein ‘Hammer’, eine metaphorische Waffe ist, die der Bourgeoisie entwendet werden soll, und dem revolutionären Sozialismus dienen kann, sofern dieser guten Gebrauch von ihr macht.
Er war ein hervorragender Übersetzer ins Baskische; er übersetzte unter anderem Werke von Federico García Lorca, T.S. Eliot und Giovanni Boccaccio. Aresti war ein enger Freund einiger galicischer Intellektueller und hatte enge Beziehungen zur galicischen Community in Bilbao. Er frequentierte das Centro Gallego, einen Treffpunkt für Menschen aus Galicien. Bei einer Hausdurchsuchung soll die Guardia Civil, eine spanische Polizeieinheit, ein Manuskript der Übersetzung von James Joyce’ Ulysses beschlagnahmt haben, das seither als verschollen gilt. Zu seinen Schülern gehören die Dichter Joseba Sarrionandia, Jon Juaristi und Bernardo Atxaga.
Als Mitglied der Königlichen Akademie der baskischen Sprache, (Euskaltzaindia auf Baskisch) setzte er sich zusammen mit Koldo Mitxelena, Luis Villasante und Txillardegi aktiv für die Schaffung einer einheitlichen gemeinsamen Sprache (Euskera batua) ein. Er verteidigte die Volkssprache gegen puristische Tendenzen. Aresti war an der Gründung des Verlags Kriseilu beteiligt. Den Verlag Lur, der neue Schriftsteller wie Ramón Saizarbitoria, Arantxa Urretabizkaia und Xabier Lete aufnahm. Als Texter arbeitete er mit Liedermachern wie Mikel Laboa und der Folkgruppe Oskorri zusammen. Er starb am 5. Juni 1975 im Alter von 41 Jahren an einer Lebererkrankung.

## Kritisches Denken
Laut Bernardo Atxaga ist die Bibel die Hauptquelle von Aresti. Laut Experten ist der Einfluss des amerikanischen Dichters T. S. Eliot in Arestis erstem Gedicht offensichtlich. Ein Ausdruck des traurigen Bildes des modernen Menschen und der Talfahrt der Zivilisation ist Maldan Behera ("Bergab"), ein symbolischer Bericht über die Reise des Menschen durch die Zivilisation.
- Die Werke aus Arestis sogenannter sozialer Phase beschreiben die Rauheit der Gesellschaft. Gleichzeitig setzte er sich mit der baskischen Sprache auseinander.
- Bekenntnis zu volkstümlichen Soziolekten und gegen Sprachpurismus.
- Neben traditionellen Versmaßen gibt er auch freien Versen Raum.
- Aresti beteiligt sich an Stegreifdichtung (Bertsolaritza, die Kunst des improvisierten Gesangs in Versen), und versucht auch durch das Rezitieren alter Lieder und Volkslieder die Lyrik einer breiten Öffentlichkeit nahezubringen.
- Ein eindeutiges Bekenntnis zu einer standardisierten baskischen Sprache, besonders auch in der Schulbildung, als wesentliches Mittel, um ein Publikum auf Baskisch zu erreichen.
- Er macht den Stein und den Baum zu einem Symbol des Baskenlandes, wie Oteiza.
- Es obliegt dem Dichter, in schwierigen Zeiten ein revolutionäres Gewissen zu sein. Poesie hat einen Auftrag und spielt eine Rolle bei der Meinungsbildung in der Gesellschaft gegen die Religion und althergebrachten Patriotismus.
- Er möchte dem Baskenland neue poetische Räume eröffnen: ohne die Schönheit von Berglandschaften zu vernachlässigen, führt er Geräusche von Arbeit, Schweiß und Hämmern in die baskische Poesie ein.

## Werke

### Drama
- Mugaldeko herrian eginikako tobera, Zarautz, Itxaropena.
- Lau teatro arestiar, Donostia, Lur, 1973.
- Antzerkia, Susa, 1986

### Lyrik
- Maldan behera, 1959.
- Harri eta Herri, Zarautz, Itxaropena, 1964.
- Euskal elerti 69, Donostia, Lur, 1969.
- Harrizko Herri Hau, Donostia, Lur, 1970.
- Cuarenta poemas, Madrid, Helios, 1970.
- Lehen poesiak, Susa, 1986
- Euskal Harria, Susa, 1986
- Poesia argitaragabea, Azken poesia, Susa, 1986

### Andere Werke
- Verschiedene Artikel in der Presse, insbesondere in den Zeitschriften Zeruko Argia und Anaitasuna
- Mundu-munduan, Egan, 1965.
- Batasunaren kutxa, Donostia, Lur, 1970 (Mit Xabier Kintana)
- Kaniko eta Beltxitina, Donostia, Lur, 1971.
- Hiztegi tipia, Donostia, Lur, 1973.
- Aurtengo zenbait berri, Donostia, Lur, 1973.
- Obra guztiak, Donostia, Kriselu, 1976.
- Azken Harria, Donostia, Haranburu, 1979.
- Narratiba, Susa, 1986
- Itzulpenak 1, Susa, 1986
- Itzulpenak 2, Susa, 1986
- Artikuluak. Hitzaldiak. Gutunak, Susa, 1986
- Mailu batekin: Biola batekin, Bilboko Udala, 2016

Aresti schrieb Liedtexte, von denen die meisten in Zusammenarbeit mit Oskorri entstanden. Die Gruppe veröffentlichte ein Album mit dem Titel Gabriel Arestiren Omenez ("zu Ehren von Gabriel Aresti") mit vertonten Gedichten des Schriftstellers. Viele davon sind zu Volksliedern geworden:
- Gora eta gora beti
- Guk euskaraz, zuk zergatik ez?
- Egun da Santimamiña
- Furra furra
- San Simon und San Juda, gesungen von Xabier Lete.